# 11017 Біллпутнам
11017 Біллпутнам (11017 Billputnam) — астероїд головного поясу, відкритий 16 січня 1983 року.
Тіссеранів параметр щодо Юпітера — 3,272.